# Mikołaj Halikowski
Mikołaj Halikowski (ur. 1850 w Nowym Targu, zm. w listopadzie 1907 tamże) – polski poczmistrz, w latach 1898–1907 burmistrz Nowego Targu.

## Życiorys
Urodził się w 1850 w Nowym Targu.
Był kierownikiem urzędu pocztowego. W 1898 został burmistrzem Nowego Targu, zastąpił rządzącego miastem jako komisarz rządowy Franciszka Ksawerego Sheybala. Na stanowisku pozostał do śmierci w listopadzie 1907. Zmarł w Nowym Targu, jego następcą został Józef Rajski.
Pochowany jest na cmentarzu komunalnym w Nowym Targu, w grobowcu rodziny Kaczyńskich i Halikowskich.

## Życie prywatne
Miał syna, który w wieku gimnazjalnym postrzelił się śmiertelnie.

## Upamiętnienie
W Nowym Targu znajduje się ulica jego imienia.